# Heidi Sundal
Heidi Sundal (* 30. Oktober 1962 in Oslo, Norwegen) ist eine ehemalige norwegische Handballspielerin, die für die norwegische Nationalmannschaft auflief.

## Karriere

### Im Verein
Sundal lief für den norwegischen Erstligisten Nordstrand IL auf. Mit Nordstrand IL gewann sie in der Saison 1987/88 die Norgesmesterskap, den norwegischen Pokalwettbewerb, sowie das Endspiel um die norwegische Meisterschaft. In dieser Spielzeit erzielte die Kreisläuferin insgesamt 184 Treffer. Weiterhin stellte Sundal in einem Ligaspiel der Saison 1987/88 mit 21 Treffern in einer Partie einen neuen Ligarekord auf, der erst im Jahr 2010 von Heidi Løke überboten wurde.

### In der Nationalmannschaft
Sundal bestritt 269 Länderspiele für die norwegische Nationalmannschaft, in denen sie 731 Tore warf. Sie nahm in den Jahren 1988 und 1992 an den Olympischen Spielen teil und gewann jeweils die Silbermedaille. Weiterhin gewann sie sowohl bei der Weltmeisterschaft 1986 als auch bei der Weltmeisterschaft 1993 die Bronzemedaille. Bei der Weltmeisterschaft 1993 wurde sie zusätzlich zur besten Kreisläuferin des Turniers gekürt.

## Sonstiges
Mit dem ehemaligen Handballnationaltorwart Tom Midtbø Nilsen hat sie den gemeinsamen Sohn Emil Midtbø Sundal, der ebenfalls Handball spielt.